# Cité de l'espace

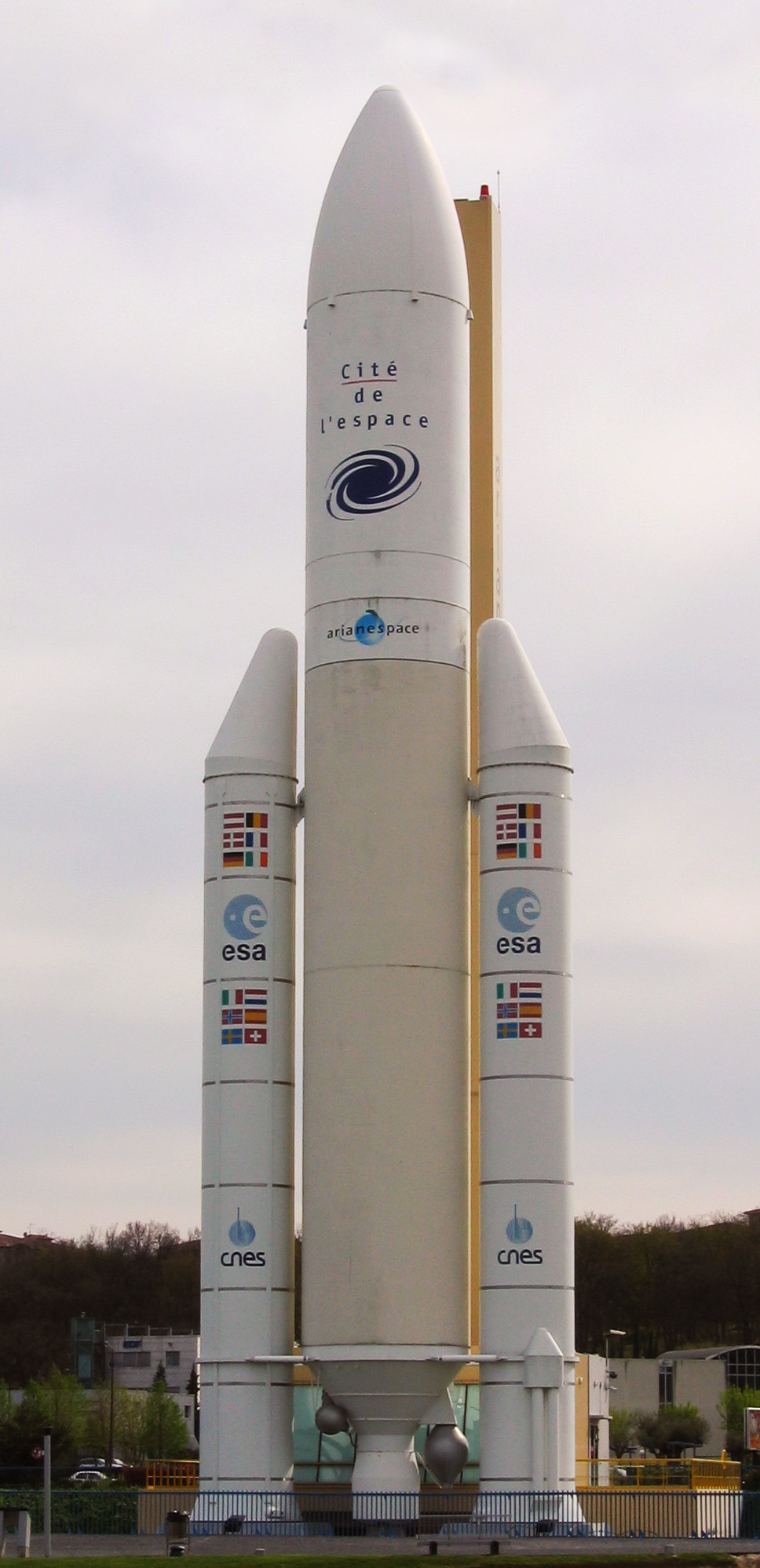
Maqueta del Ariane 5 en Cité de l'Espace.

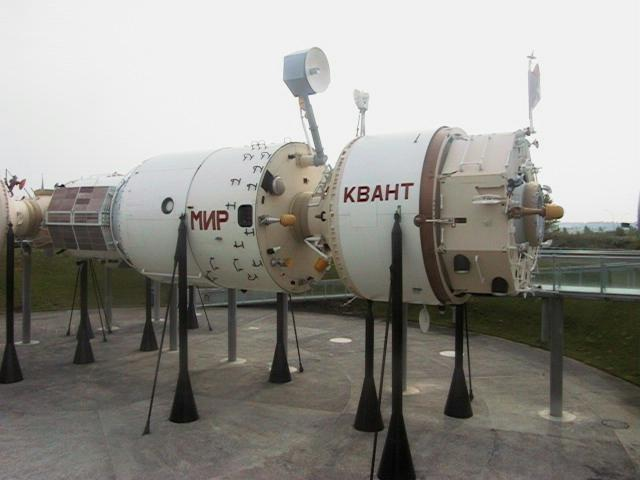
Estación Espacial Mir de tamaño real, en Cité de l'Espace.

La Cité de l'espace (Ciudad del espacio) es un parque temático orientado hacia el espacio y su conquista. Fue inaugurado en junio de 1997 y está situado en las afueras del este de Toulouse, en Francia.
En el parque es posible visitar modelos a escala real del cohete Ariane 5 (55 metros de altura), la estación espacial Mir, y módulos de la nave espacial Soyuz. Un planetario de 140 asientos y uno de 280 asientos presentan espectáculos a lo largo del día. Cité de l'Espace está equipada también con numerosas exhibiciones, algunas interactivas, por ejemplo, el cuarto de control cerca del modelo del Ariane 5 hace posible preparar el lanzamiento de un cohete, ayudar con su vuelo y entonces poner un satélite artificial en órbita. El "Terradome" (una semiesfera terrestre de 25 m de diámetro) presenta la historia del espacio desde el Big Bang hasta el Sistema Solar. El edificio de Australia, abierto en 2005, incluye un nuevo planetario de 280 asientos, equipado con una pantalla semiesférica de 600 m², un cine IMAX que presenta Space Station 3D (estación espacial 3D), una película en 3D a bordo de la Estación Espacial Internacional, el "Stellarium", y salones de conferencias.

## Historia
- Junio de 1997: Inauguración de la Cité de l'espace por Dominique Baudis, teniente de alcalde de Toulouse, y Claudie Haigneré, cosmonauta y madrina del parque.
- Julio de 1998: Inauguración de la Estación Espacial Mir a escala real.
- Septiembre de 2000: Es recibido el millonésimo visitante en la Cité.
- Octubre de 2000: Inauguración del "Terradome".
- Octubre de 2002: Inauguración de un salón de exposiciones permanente dedicado a Marte.
- Julio de 2003: Punto inicial de la 13a etapa del Tour de Francia.
- Octubre de 2003: La Cité es oficialmente designada como sitio de "Tourisme et Handicap" (turismo y discapacidad) para los cuatro tipos de discapacidad (mental, visual, motora y auditiva).
- Abril de 2005: Inauguración de "Australia - le 6ème continent", (el 6o continente), alojando de manera notable el nuevo planetario y el cinema IMAX.
- Mayo de 2006: Inauguración de un espacio especialmente dedicado a los niños, "la Base des Enfants".

## Algunas cifras
- 200 000 visitantes en 2004.
- Área del parque: 3.5 hectáreas.
- 2000 m² de espacio de exhibición.
- 2 planetarios de 140 y 280 asientos, de 15 y 20 m de diámetro respectivamente.